# Агнесса Брауншвейг-Люнебургская
Агнесса Брауншвейг-Люнебургская (до 1356—1430/1434) — герцогиня Брауншвейг-Люнебурга по рождению; герцогиня Померании и позже Мекленбурга — по браку.
Агнесса была дочерью герцога Брауншвейг-Люнебурга Магнуса II (ум. 1373) и его супруги Катарины Ангальт-Бернбургской (ум. 1390).
В 1366 году в Целле она вышла замуж за графа Буркхарда V (VIII) Мансфельдского (ум. 1389/1390)
Между 1389 и 1391 годами Агнесса вышла замуж повторно за герцога Богуслава VI Померанский (ум. 1393).
12/13 февраля 1396 года в Шверине она вышла замуж в третий раз — за овдовевшего бывшего короля Швеции Альбрехта Мекленбургского, который в то время именовался герцогом Мекленбурга Альбрехтом III (ум. 1412). У супругов был один сын:
- Альбрехт V (ум. 1423), герцог Мекленбурга и Шверина

Агнесса не считается королевой Швеции, потому что Альбрехт был свергнут с трона Швеции до заключения их брака, но в Мекленбурге её считали титульной королевой, поскольку Альбрехт не отказывался от своих притязаний на шведский престол вплоть до 1405 года.
Агнесса умерла между 1 августа 1430 года и 22 декабря 1434 года и была похоронена в Гадебуше.